# Selecció de Hong Kong de corfbol
La selecció de Hong Kong de corfbol és dirigida per la Hong Kong China Korfball Association (HKCKA) i representa Hong Kong a les competicions internacionals de corfbol. La federació va ser fundada l'any 1987.

## Història
| Campionat del Món |                      |                 |               |
| Any               | Campionat            | Seu             | Classificació |
| 2011              | 9è Campionat del Món | Shaoxing (Xina) | 14a plaça     |

| Campionat d'Àsia i Oceania |                               |                      |               |
| Any                        | Campionat                     | Seu                  | Classificació |
| 1990                       | 1r Campionat d'Àsia i Oceania | Jakarta (Indonèsia)  | 3a plaça      |
| 1992                       | 2n Campionat d'Àsia i Oceania | Delhi (Índia)        | ?             |
| 1994                       | 3r Campionat d'Àsia i Oceania | Adelaida (Austràlia) | ?             |
| 2002                       | 5è Campionat d'Àsia i Oceania | Delhi (Índia)        | 4a plaça      |
| 2006                       | 7è Campionat d'Àsia i Oceania | Hong Kong            | 4a plaça      |
| 2010                       | 8è Campionat d'Àsia i Oceania | Xina                 | 4a plaça      |

| Campionat d'Àsia |                     |                |               |
| Any              | Campionat           | Seu            | Classificació |
| 2004             | 1r Campionat d'Àsia | Taiwan         | 2a plaça      |
| 2008             | 2n Campionat d'Àsia | Jaipur (Índia) | 3a plaça      |